# Carta dos Direitos Fundamentais da União Europeia
A Carta dos Direitos Fundamentais da União Europeia é um documento que contém disposições sobre os direitos humanos, proclamada solenemente pelo Parlamento Europeu, pelo Conselho da União Europeia e pela Comissão Europeia em 7 de dezembro de 2000. Uma versão adaptada da Carta foi proclamada em 12 de dezembro de 2007, em Estrasburgo, à frente da assinatura do Tratado de Lisboa, que fez com que a Carta seja juridicamente vinculativa em todos os países, exceto na Polónia e no Reino Unido. A atualização da Carta foi assinada pelo presidente do Parlamento Europeu Hans-Gert Pöttering, pelo presidente da Comissão Europeia José Manuel Durão Barroso, e pelo ex-primeiro-ministro Português José Sócrates, na altura presidente do Conselho da União Europeia.
Pela primeira vez, todos os direitos que até agora estavam distribuídos em diferentes instrumentos legislativos, como as leis nacionais e convenções internacionais do Conselho da Europa , das Nações Unidas e da Organização Internacional do Trabalho foram reunidos em um único documento. Ao dar visibilidade e clareza aos direitos fundamentais, a Carta contribuiu para o desenvolvimento do conceito de cidadania da União, bem como para a criação de um espaço de liberdade, segurança e justiça. A Carta reforça a segurança jurídica no que diz respeito à proteção dos direitos fundamentais, proteção que desde 1969 é garantida por jurisprudênciado Tribunal de Justiça da União Europeia e com a atual redação do artigo 6.º do Tratado da União Europeia.

## Histórico
O Tratado de Roma, que institui a Comunidade Econômica Europeia (CEE) não incluía qualquer referência aos direitos fundamentais ou aos direitos humanos. No entanto, a ideia de que o fim puramente econômico do novo Tratado CEE dificilmente teria quaisquer implicações para os direitos fundamentais foi rapidamente posta à prova.

### Casos legais
Logo após a entrada em vigor do Tratado CEE, a Comunidade estabeleceu-se como uma importante entidade política com ramificações para além dos seus objetivos econômicos. Em 1964, o Tribunal de Justiça das Comunidades Europeias proferiu a sua decisão no processo Costa vs ENEL, em que o Tribunal decidiu que o direito da União deveria prevalecer sobre o direito nacional em conflito. Isso significava que os governos nacionais não podiam escapar do que haviam concordado em nível europeu, promulgando medidas internas conflitantes, mas também significava que o legislador da CEE poderia legislar sem ser impedido pelas restrições impostas por dispositivos de direitos fundamentais consagrados nas constituições dos Estados membros.
Esta questão veio à tona em 1970 no caso Internationale Handelsgesellschaft, quando um tribunal alemão decidiu que uma parte da legislação da CEE infringia a Lei Básica alemã. Com base em uma referência do tribunal alemão, o Tribunal de Justiça da(s) Comunidade(s) Europeia(s) (TJCE) decidiu que embora a aplicação do direito da União não pudesse depender da sua coerência com as constituições nacionais, os direitos fundamentais constituíam "parte integrante dos princípios gerais do direito da Comunidade Europeia" e essa incoerência direitos fundamentais poderia constituir a base para um desafio  à uma lei europeia.
Embora a jurisprudência dos direitos fundamentais do tribunal tenha sido aprovada pelas instituições em 1977 e uma declaração nesse sentido tenha sido inserida no Tratado de Maastricht, foi apenas em 1999 que o Conselho Europeu deu início formalmente ao processo de elaboração de um catálogo codificado de direitos fundamentais para a UE.

### Proclamação
O Conselho Europeu, realizado em 3 e 4 de junho de 1999, propôs a criação de uma instância encarregada de criar o projeto de Carta dos Direitos Fundamentais da União Europeia. Essa convenção foi composta por “representantes dos Chefes de Estado e de Governo e do Presidente da Comissão, bem como por membros do Parlamento Europeu e dos parlamentos nacionais”.
O projeto foi encaminhado à reunião informal do Conselho Europeu realizada em Biarritz, em outubro de 2000, e submetido à aprovação do Parlamento Europeu, da Comissão e do Conselho. Em 7 de dezembro de 2000 a Carta foi solenemente proclamada pelo Parlamento Europeu, pelo Conselho e pela Comissão no Conselho Europeu de Nice. Contudo, foi decidido adiar a decisão sobre o status legal da Carta, uma vez que ela teve o peso político de ter sido aprovado por três instituições poderosas e, como tal, foi regularmente citado pelo TJCE como uma fonte de direitos fundamentais.

### Força Legal
Uma Carta modificada fazia parte da extinta Constituição Europeia (2004). Após o fracasso desse tratado, seu substituto, o Tratado de Lisboa (2007), também deu força à Carta, embora fosse referida como um documento independente, em vez de a incorporar no próprio tratado. No entanto, tanto a versão incluída na Constituição como a referida no Tratado de Lisboa foram versões alteradas da Carta.
Com a entrada em vigor do Tratado de Lisboa em 1 de dezembro de 2009, a Comissária da Justiça, Viviane Reding, propôs que os Comissários jurassem respeitar todos os tratados da UE e a Carta. Em 3 de maio de 2010, a Comissão Europeia fez uma declaração solene no Tribunal de Justiça Europeu em Luxemburgo, comprometendo-se a respeitar os Tratados da UE e a ser totalmente independente no desempenho das suas funções durante o seu mandato. Pela primeira vez, os Comissários também se comprometeram explicitamente a respeitar a nova Carta dos Direitos Fundamentais.
No entanto, vários países insistiram no cancelamento da aplicação nacional da Carta (veja detalhes em Status Legal).

## O conteúdo
A Carta contém 54 artigos divididos em sete títulos, além do preâmbulo. Os seis primeiros títulos tratam dos direitos materiais sob os títulos: dignidade, liberdades, igualdade, solidariedade, direitos dos cidadãos e justiça, enquanto o último título trata da interpretação e aplicação da Carta. Grande parte da Carta baseia-se na Convenção Europeia dos Direitos do Homem (CEDH), na Carta Social Europeia, na jurisprudência do Tribunal de Justiça Europeu e em disposições preexistentes do direito da União Europeia.
- O preâmbulo afirma que o ser humano é colocado no cerne da ação da União Europeia. Ainda é afirmado que a União baseia-se nos valores indivisíveis e universais da dignidade do ser humano, da liberdade, da igualdade e da solidariedade.
- O primeiro título (Dignidade) garante o direito à vida e proíbe a tortura, a escravidão, a pena de morte, as práticas eugênicas e a clonagem humana.

- O segundo título (Liberdades) cobre liberdade, integridade pessoal, privacidade, proteção de dados pessoais, casamento, pensamento, religião, expressão, reunião, educação, trabalho, propriedade e asilo.
- O terceiro título (Igualdade) abrange a igualdade perante a lei, a proibição de toda a discriminação, incluindo com base na deficiência, idade e orientação sexual, diversidade cultural, religiosa e linguística, os direitos das crianças e dos idosos.
- O quarto título (Solidariedade) abrange os direitos sociais e dos trabalhadores, incluindo o direito a condições de trabalho justas, proteção contra despedimentos sem justa causa e acesso a cuidados de saúde, assistência social e habitacional.
- O quinto título (Direitos do Cidadão) abrange os direitos dos cidadãos da UE, como o direito de votar nas eleições para o Parlamento Europeu e de circular livremente na UE. Inclui também vários direitos administrativos, como o direito a uma boa administração, de acesso a documentos e de petição ao Parlamento Europeu.
- O sexto título (Justiça) abrange questões de justiça como o direito a um recurso efetivo, um julgamento justo, a presunção de inocência, o princípio da legalidade, a não retroatividade e a dupla penalização.
- O sétimo título (Disposições Gerais) diz respeito à interpretação e aplicação da Carta. Essas questões são tratadas acima.

## Status Legal
Após a entrada em vigor do Tratado de Lisboa em 2009, a Carta dos Direitos Fundamentais tem o mesmo valor jurídico que os Tratados da União Europeia. A Carta a que se refere o Tratado é uma versão alterada do documento de 2000, que foi solenemente declarado pelas mesmas três instituições um dia antes da assinatura do próprio Tratado de Lisboa.

### Âmbitos de aplicação
Uma das questões mais importantes e confusas é quando a Carta se aplica e quando seus direitos não se aplicam. Em 2010, quase 70% das cartas que os cidadãos enviaram à Comissão sobre a Carta referiam-se a questões em que não se aplicava.
Embora contenha vários direitos, a Carta apenas se aplica em duas circunstâncias: primeiro, quando a ação que alegadamente viola a lei provém das instituições da União Europeia. E também quando a ação provém dos Estados-Membros, mas apenas quando estes aplicam os regulamentos europeus. Assim, todas as instituições europeias, desde a Comissão ao Conselho Europeu, passando pelo Parlamento Europeu, o Conselho, o Banco Central Europeu, etc. devem respeitá-lo e zelar pelo seu cumprimento.
Da mesma forma, os Estados-Membros estão diretamente vinculados pela Carta, mas apenas quando implementam as regras jurídicas da União Europeia. Assim, por exemplo, um Estado europeu pode violar um direito contido na Carta ao transpor uma diretiva ou ao aplicar um regulamento. No entanto, a Carta não se aplica a ações puramente estatais. Ou seja, aqueles atos que os Estados, as Comunidades Autônomas, etc. adotados no exercício de suas próprias atribuições não estão sujeitos ao escrutínio da Carta. Isso não significa, obviamente, que essas entidades tenham carta branca para violar direitos fundamentais; mas aqueles que devem ser respeitados são aqueles contidos em suas Constituições nacionais e nos tratados internacionais de que fazem parte (como a Convenção Europeia sobre Direitos Humanos).
Outra questão que confunde os cidadãos é a que órgãos se podem recorrer, caso se perceba que as instituições europeias ou os Estados-Membros - nas circunstâncias acima descritas - violaram algum dos seus direitos consagrados na Carta.
A primeira e óbvia resposta a esta questão são os tribunais nacionais . Em virtude dos princípios do primado e da aplicabilidade direta , os juízes dos Estados-Membros são juízes ordinários de direito comum: são obrigados a aplicar diretamente as regras europeias. Como a Carta agora tem valor vinculativo, qualquer cidadão pode denunciar uma ação que, em sua opinião, a viole. Esta é a forma mais adequada, por exemplo, nos casos em que o Estado transpôs corretamente os regulamentos europeus, mas a legislação é incorretamente aplicada pelas autoridades nacionais.
A segunda instituição a que podemos recorrer é a Comissão Europeia . Enquanto "guardiã dos Tratados", a Comissão está incumbida da supervisão do direito da União Europeia, no qual se encontra a Carta. Podemos, portanto, remeter uma reclamação à Comissão, que, em certos casos, pode também remeter a questão para o Tribunal de Justiça ou iniciar ela própria um processo de infracção. Esta solução reveste-se de particular interesse nos casos em que o Estado-Membro não tenha transposto os regulamentos europeus ou o tenha feito de forma inadequada.
Nos casos em que a violação consista num ato de má administração por parte das instituições europeias, a queixa pode ser dirigida ao Provedor de Justiça Europeu , que é quem deve zelar pelo cumprimento desse direito específico.
Por último, em determinadas circunstâncias, os cidadãos e as empresas podem recorrer ao Tribunal de Justiça da União Europeia para anular um ato das instituições comunitárias que viole qualquer direito da Carta e que os afete direta e individualmente.

### Protocolo para aplicação da Carta ao Reino Unido e Polônia
Nas negociações que antecederam a assinatura do Tratado de Lisboa, a Polônia e o Reino Unido assinaram um protocolo ao tratado relativo à aplicação da Carta dos Direitos Fundamentais nos respetivos países.
O protocolo, no artigo 1 (1) afirma que a "Carta não alarga a capacidade do Tribunal de Justiça da União Europeia, ou de qualquer tribunal da Polônia ou do Reino Unido, de decidir que as leis, regulamentos ou as disposições administrativas, práticas ou ações da Polónia ou do Reino Unido são inconsistentes com os direitos, liberdades e princípios fundamentais que reafirma. O Artigo 1 (2) afirma então que o Título IV da Carta, que contém direitos econômicos e sociais, não cria direitos justiçáveis, a menos que a Polônia e o Reino Unido tenham previsto esses direitos em suas legislações nacionais.
A Polônia e o Reino Unido queriam o protocolo por razões diferentes. O Reino Unido se opôs originalmente a uma carta legalmente vinculante devido a preocupações de que isso resultaria em um fluxo de cidadãos britânicos indo ao Tribunal de Justiça Europeu na tentativa de fazer cumprir seus direitos de Carta no Reino Unido e em aumento dos custos para as empresas. Embora os britânicos tenham aceitado uma carta de direitos juridicamente vinculativa durante as negociações da fracassada Constituição Europeia, eles negociaram um protocolo durante as negociações de Lisboa que, de acordo com o então Ministro britânico para a Europa, garantiria que a Carta não estenderia os poderes dos europeus Tribunal de Justiça sobre a legislação do Reino Unido. A Polônia, por outro lado, não gostou do que entendeu como a postura liberal da Carta sobre questões sociais e, portanto, em setembro de 2007, o governo polonês indicou que desejava ser incluído no protocolo britânico.
Há um debate considerável sobre o efeito jurídico do protocolo. Uma opinião, compartilhada por Jan Jirásek, é que o protocolo é um opt-out que exclui a aplicação da Carta à Polônia e ao Reino Unido. Outra, compartilhada por Ingolf Pernice, é que o protocolo é apenas interpretativo e terá consequências jurídicas limitadas ou inexistentes. Craig e de Burcá argumentam que o protocolo é meramente declaratório. Diz que a "Carta não amplia a capacidade" do TJCE ou de outro tribunal de anular a lei do Reino Unido ou da Polónia, mas o TJCE já tinha poderes para o fazer em qualquer caso. Consequentemente, o Protocolo é "improvável que tenha qualquer efeito significativo na prática".
No processo NS / Home Secretary, o TJCE decidiu que o artigo 1.º, n.º 1, do protocolo "explica o artigo 51.º da Carta no que diz respeito ao seu âmbito e não pretende isentar a República da Polónia ou o Reino Unido da obrigação de cumprir com as disposições da Carta ou para impedir um tribunal de um desses Estados-Membros de garantir o cumprimento dessas disposições."

#### Brexit
De acordo com a seção 5 (4) da Lei de Retirada da União Europeia de 2018, a Carta dos Direitos Fundamentais não foi mantida na legislação do Reino Unido após sua saída da UE.

## Impacto atual
O Tribunal de Justiça Europeu anulou a Diretiva 2006/24 / EC sobre a retenção de dados devido a violações da Carta em 8 de abril de 2014 sobre os pedidos da Irlanda e da Áustria nos processos relacionados em C-293/12 e C-594/12. Ao violar os direitos fundamentais do direito à proteção dos dados pessoais (artigo 8.º) e do direito ao respeito pela vida privada (artigo 7.º), violou o princípio da proporcionalidade (artigo 52.º).
Em uma decisão de 14 de março de 2012, o Tribunal Constitucional austríaco declarou que a Carta dos Direitos Fundamentais da Áustria era uma daquelas normas que utilizou como padrão para a conformidade constitucional da lei austríaca, normas gerais conflitantes seriam revogadas. Isso foi interpretado como uma decisão fundamental e um "marco no desenvolvimento do judiciário de direitos fundamentais".
No final de novembro de 2016, a Fundação Zeit publicou um projeto de Carta dos Direitos Fundamentais Digitais da União Europeia, que reconhece a Carta dos Direitos Fundamentais no seu preâmbulo e se refere explicitamente à Carta dos Direitos Fundamentais nas seções "Igualdade" e "Disposições finais".

## Visibilidade
A UE tentou dar mais visibilidade à Carta para que os cidadãos estivessem mais cientes dos seus direitos. Por exemplo, a Agência dos Direitos Fundamentais da UE (FRA) produziu aplicativos para iOS e Android com o texto da Carta em todas as línguas da UE e informações relacionadas. Também publicou mini-versões da Carta em todas as línguas da UE.
Em 2010, a FRA lançou um concurso para que os poetas tornassem a Carta num poema épico de 80 minutos, com música, dança e elementos multimédia. Isso também serviu para aumentar a conscientização e simplificar o texto legal em uma linguagem mais compreensível. No entanto, Viviane Reding, a Comissária Europeia para a Justiça, Liberdade e Segurança, escreveu ao diretor da FRA criticando a ideia por motivos de custo e dignidade e instruindo-o a cancelar o projeto.